# Trostianka (rejon priwołżski)
Trostianka (ros. Тростянка) – wieś (sieło) w Rosji, w obwodzie samarskim, w rejonie priwołżskim. W 2010 liczyła 181 mieszkańców.